# Gare de Gyeryong
La station Gyeryong (hangeul : 계룡역 ; hanja : 鷄|龍|驛 ; RR : Gyeryongnyeok ; MR : Kyeryongnyŏk) est une gare ferroviaire KTX de la ligne Honam. Elle est située à Gyeryong, dans la province du Chungcheong du Sud en Corée du Sud. Elle était autrefois connue sous le nom de gare de Dugye (hangeul : 두계역)

## Histoire
La gare est mise en service le 20 juillet 1911.